# Erythranthe trinitiensis
Erythranthe trinitiensis är en gyckelblomsväxtart som beskrevs av Guy L. Nesom. Erythranthe trinitiensis ingår i släktet Erythranthe och familjen gyckelblomsväxter. Inga underarter finns listade i Catalogue of Life.